# Voldemorting
Voldemorting – praktyka unikania w mediach społecznościowych konkretnej nazwy, nazwiska lub słowa kluczowego w celu ukrycia lub wyciszenia tematu rozmowy albo nienapędzania popularności wzmiankami (m.in. na temat polityków lub celebrytów) za pomocą synonimów i metafor, co utrudnia pracę algorytmów wyszukujących i indeksujących; zjawisko buntu wobec wcześniejszej mody na hasztagi; pojęcie wprowadzone w nawiązaniu do serii książek o Harrym Potterze, w których wielu bohaterów unikało używania imienia Voldemort przez Emily van der Nagel z Monash University’s School of Media, Film and Journalism.